# بيت البعري (وشحة)

تعديل مصدري - تعديل

بيت البعري هي إحدى قرى عزلة ضاعن بمديرية وشحة التابعة لمحافظة حجة، بلغ تعداد سكانها 55 نسمة حسب تعداد اليمن لعام 2004.